# Мож сюр Лоар
Мож сюр Лоа̀р (на френски: Mauges-sur-Loire) е град в западната част на Франция, част от департамента Мен е Лоар в регион Пеи дьо ла Лоар. Населението му е около .
Разположен е на 81 метра надморска височина в Лоарската низина, на левия бряг на река Лоара и на 28 километра югозападно от Анже. Селището, част от историческата област Мож в югозападния край на Анжу, е образувано през 2015 година с обединението на Помре и десет по-малки селища.

## Известни личности
Родени в Мож сюр Лоар
- Жулиен Гракх (1910 – 2007), писател